# Wołomin (gmina)
Pour les articles homonymes, voir Wołomin.
La gmina Wołomin est un district administratif situé en milieu mixte (urbain-rural) du powiat de Wołomin dans la voïvodie de Mazovie, dans le centre-est de la Pologne.
Son siège administratif (chef-lieu) est la ville de Wołomin, qui se situe environ à 22 km au nord-est de Varsovie (capitale de la Pologne).
La gmina couvre une superficie de 59,52 km2 pour une population de 49 509 habitants en 2006.

## Géographie
Outre la ville de Wołomin, la gmina inclut les villages de :

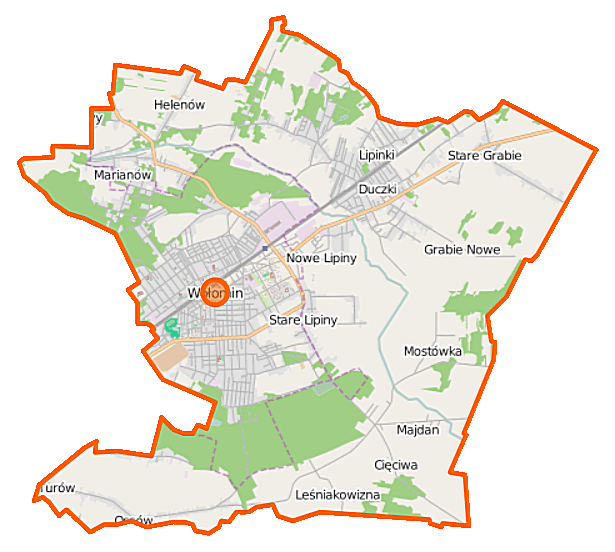
Plan de la gmina

- Cięciwa
- Czarna
- Duczki
- Helenów
- Leśniakowizna
- Lipinki
- Majdan
- Mostówka
- Nowe Grabie
- Nowe Lipiny
- Ossów
- Stare Grabie
- Stare Lipiny
- Stare Lipiny B
- Turów
- Zagościniec

### Gminy voisines
La gmina de Wołomin borde :

les villes de :
- Kobyłka
- Zielonka

et les gminy de :
- Klembów
- Poświętne
- Radzymin.

## Structure du terrain
D'après les données de 2002, la superficie de la commune de Wołomin est de 59,52 km2, répartis comme telle :
- terres agricoles : 60 %
- forêts : 16 %

La commune représente 6,23 % de la superficie du powiat.

## Démographie
Données du 30 décembre 2011 :
| Description        | Total  | Total | Femmes | Femmes | Hommes | Hommes |
| ------------------ | ------ | ----- | ------ | ------ | ------ | ------ |
| Unité              | Nombre | %     | Nombre | %      | Nombre | %      |
| Population         | 50 102 | 100   | 26 442 | 52,8   | 23 660 | 47,2   |
| Densité (hab./km²) | 841,7  | 841,7 | 444,2  | 444,2  | 397,5  | 397,5  |